# Fernando Cáceres
Fernando Gabriel Cáceres (San Isidro, 1969. február 7. –) argentin válogatott labdarúgó.

## Pályafutása

### Klubcsapatban
Pályafutását az Argentinos Juniorsban kezdte az 1980-as évek közepén. 1991-ben a River Plate igazolta le, melynek színeiben megnyerte az 1991-es Aperturát. 1986-ban az Independientehez távozott, ahol két évet játszott.
1993-ban a Real Zaragozához távozott, mellyel 1994-ben elhódította a spanyol kupát, egy évvel később, 1995-ben pedig a kupagyőztesek Európa-kupáját.
Ezután egy kis időre visszatért Argentínába a Boca Juniors együtteséhez, majd 1996 végén aláírt a Valenciához, ahol az 1997–98-as bajnokság végéig játszott. 1998-ban, 29 évesen a Celta Vigo csapatához került. A hat szezon alatt, több, mint 200 mérkőzésen lépett pályára. A legeredményesebb szezonjában (2002–03) 33 találkozón szerepelt és hozzásegítette a Celtát története első bajnokok ligája szerepléséhez. 
2004-ben a másodosztályú Córdobához igazolt, de 2005 januárjában távozott és hazatért Argentínába az Independiente együtteséhez.
2007-ben vonult vissza az Argentinos Juniors játékosaként, ahol 20 évvel korábban a pályafutását is elkezdte.

### A válogatottban
Tagja volt annak az argentin U17-es válogatottnak, amely döntőt játszott az 1985-ös Dél-amerikai U17-es labdarúgó-bajnokságot.
1992 és 1997 között 24 alkalommal játszott az argentin válogatottban és 1 gólt szerzett. Részt vett az 1994-es világbajnokságon, és tagja volt az 1993-as Copa Américán győztes csapat keretének is.

## Sikerei, díjai

### Játékosként
River Plate
- Argentin bajnok (1): 1991 Apertura

Real Zaragoza
- Spanyol kupa (1): 1993–94
- Kupagyőztesek Európa-kupája (1): 1994–95

Argentína
- Copa América (1): 1993